# 2008年夏季殘疾人奧林匹克運動會肯雅代表團
2008年夏季殘疾人奧林匹克運動會肯雅代表團於2008年9月6日至17日參加在中國北京舉行的第13屆殘疾人奧運會。
肯雅在本屆殘奧會將派出14名運動員出戰包括田徑及舉重兩個項目。

## 獎牌榜
| 奖牌 | 运动员                 | 项目 | 赛事               |
| ---- | ---------------------- | ---- | ------------------ |
| 金牌 | 亨利·基普罗诺·基鲁瓦   | 田徑 | 男子1500米T12/13級 |
| 金牌 | 亚伯拉罕·切鲁约特·塔贝 | 田徑 | 男子1500米T46級    |
| 金牌 | 亨利·基普罗诺·基鲁瓦   | 田徑 | 男子5000米T12/13級 |
| 金牌 | 亚伯拉罕·切鲁约特·塔贝 | 田徑 | 男子5000米T46級    |
| 金牌 | 亨利·基普罗诺·基鲁瓦   | 田徑 | 男子10000米T12級   |
| 銀牌 | 纳库米查·扎卡约        | 田徑 | 女子标枪F57/58級   |
| 銀牌 | 萨姆韦尔·穆沙伊·基马尼 | 田徑 | 男子1500米T11級    |
| 銀牌 | 弗朗西斯·苏奥·卡兰贾   | 田徑 | 男子5000米T11級    |
| 銅牌 | 亨利·瓦尼奥伊克        | 田徑 | 男子5000米T11級    |

## 參賽項目

### 田徑
| 男子 - 查尔斯·坎迪·切普金 - 戴维·罗诺·博伊特 - 弗朗西斯·苏奥·卡兰贾 - 亨利·基普罗诺·基鲁瓦 - 亨利·瓦尼奥伊克 - 萨姆韦尔·穆沙伊·基马尼 - 斯蒂芬·万布瓦·穆斯约基 - 西蒙·万布古 - 亚伯拉罕·切鲁约特·塔贝 - 詹姆斯·卡兰贾 | 女子 - 纳库米查·扎卡约 - 娜娜·姆旺吉 - 内莉·纳西米尤·穆尼亚洛 |  |

### 舉重
男子
- 萨姆森·奥库托